# 白河台灣電影文化城

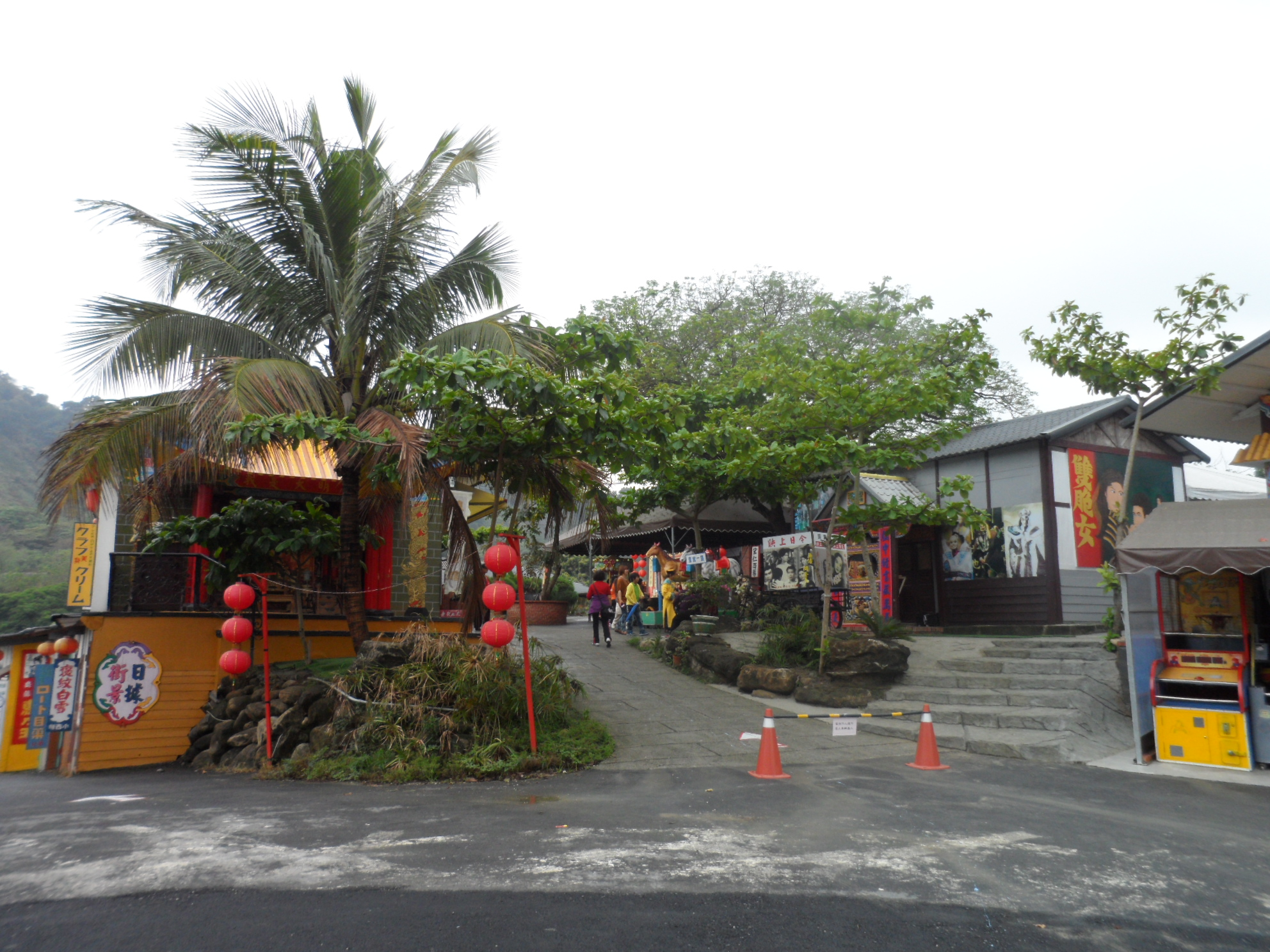
白河台灣電影文化城一景

白河台灣電影文化城（英語：Baihe Taiwan Film & TV Town，簡稱白河台影文化城，本名六溪電影文化城）是台南市白河區的民營影視城，1991年成立，2011年2月由前瑞里大飯店董事長林務局長（原名林士榮，2018年11月因不滿林務局控告瑞里大飯店涉嫌侵占林班地而改名）接手，2017年2月結束營業，後由新闢建的「台灣萬里長城」取代。

## 簡介
園區佔地初期約兩公頃，後擴大約35公頃，主要模仿1930至1960年代的台灣早期建築物場景，不少知名電視劇皆在此取景拍攝。

## 歷史
- 1989年，六溪電影文化城開始規劃動工。
- 1991年，六溪電影文化城完工，開始營運。

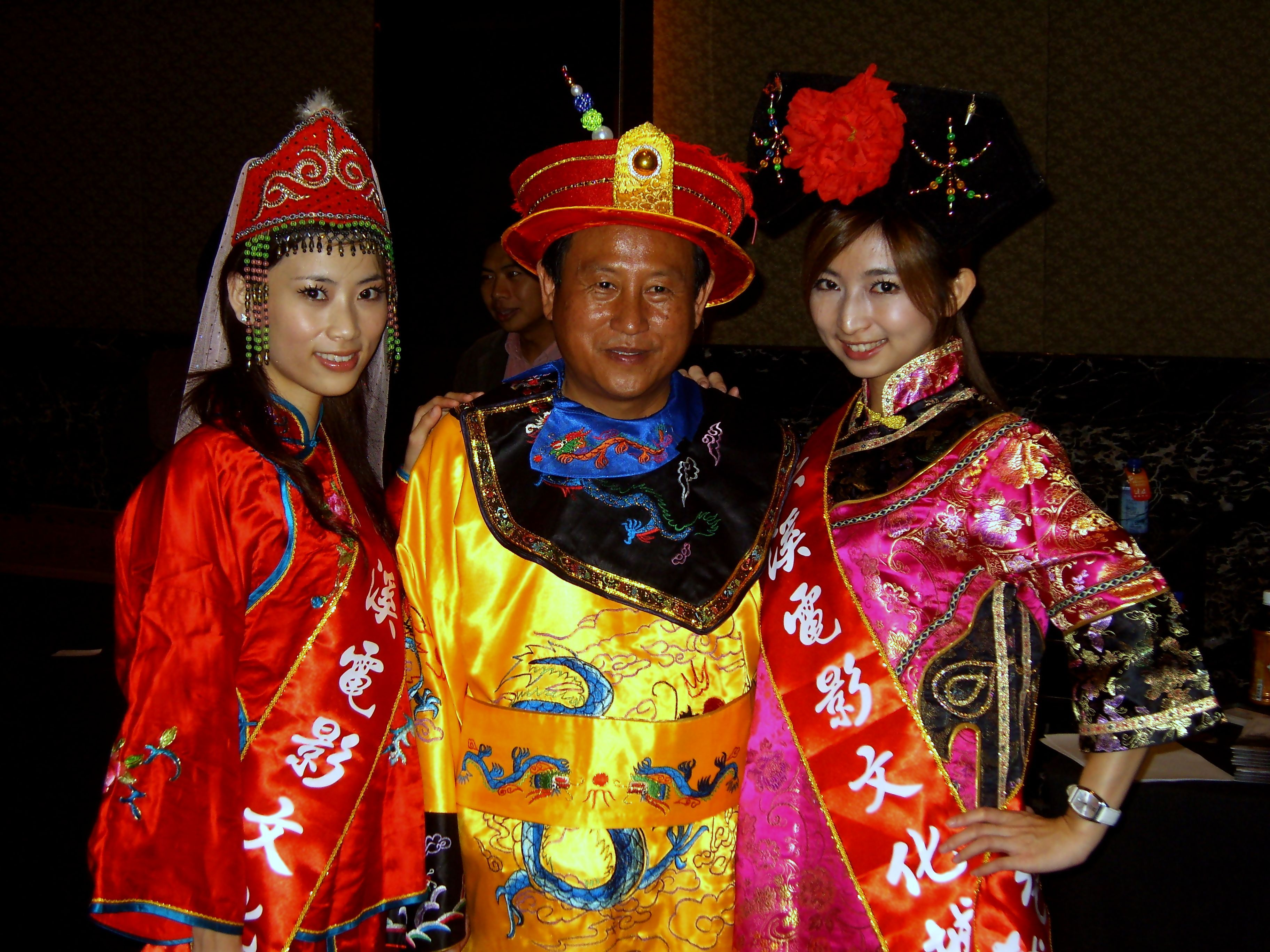
2007年台北國際旅展，六溪電影文化城記者會。中央為六溪電影文化城董事長林士榮。

- 2006年，六溪電影文化城與台南縣政府及台南縣白河鎮公所合作，將白河蓮花節參訪景點納入六溪電影文化城，帶動白河地區的觀光，並且吸引大批遊客前往旅遊。
- 2011年2月，林士榮接手六溪電影文化城，更名為白河台灣電影文化城，並投資新台幣兩千萬元整修後重新開放；增設露營、宿營、校外教學服務[2]。
- 2014年，由於國家通訊傳播委員會於2014年4月2日委員會議決議擴大開放台灣冠名贊助廣播電視節目與戲劇，白河台灣電影文化城開始冠名贊助各無線電視與有線電視頻道播出的國內外連續劇、偶像劇至今。
- 2017年2月1日，林士榮宣布，由於白河台灣電影文化城營運已大不如前、而且地主不願續租土地，將於本月11日元宵節過後結束營業，本月10至12日出清拍賣園區內所有可以拍賣的物品[3]。
- 2019年，林士榮另覓新址打造之「台灣萬里長城」開幕。
- 2024年4月15日，白河台灣電影文化城舊址發生火災[4]。

## 營業時間
- 9：00~17：00（全年無休）。

## 交通
自行開車
- 國道三號：由白河交流道下，接172縣道轉河東、六重溪即可到達。

## 外部連結
- 白河台灣電影文化城
- 白河台灣電影文化城的Facebook專頁